# Salangana de Vanikoro
La salangana de Vanikoro (Aerodramus vanikorensis) és una espècie d'ocell de la família dels apòdids (Apodidae).

## Hàbitat i Distribució
Habita el camp obert i zones forestals de les terres baixes de les Moluques, Kai, Aru, oest de les illes Raja Ampat (Waigeo i Misool), Nova Guinea, Trobriand, Woodlark, Arxipèlag D'Entrecasteaux (Goodenough, Fergusson), Louisiade, Arxipèlag Bismarck, Illes Salomó, illes Santa Cruz, Vanuatu i Nova Caledònia.